# ثوقيديدس
ثوقيديد أو ثوقيديدس (460 ق.م. – 395 ق.م.) مؤرخ إغريقى شهير، صاحب كتاب تاريخ الحرب البيلوبونيسية ويعد أول المؤرخين الإغريق الذين أعطوا للعوامل الاقتصادية والاجتماعية أهمية خاصة. ويعتبره مجتمع العلوم السياسية أبًا من آباء مجال العلاقات الدولية لما كتبه من تشريح للعلاقات بين أثينا وإسبرطة أثناء الحرب بينهما، وملامح فلسفته الواقعية في تناول الصراعات بين القوى والدول، حيث يراها منظرّو العلاقات الدولية حاليًا نواة للمدرسة الواقعية في العلاقات الدولية، والأكبر حتى يومنا هذا في مجالها. كما أنه أول من وصف المناعة، فقد أصيبت أثينا بالطاعون خلال الحرب، ولاحظ أن الذين أصيبوا بالطاعون وشفيوا منه لم يعد إليهم المرض.

## روابط خارجية
- ثوقيديدس على موقع الموسوعة البريطانية (الإنجليزية)
- ثوقيديدس على موقع إن إن دي بي (الإنجليزية)
- ثوقيديدس على موقع ديسكوغز (الإنجليزية)